# Mátyus Aliz
Mátyus Aliz (Zalalövő, 1948. március 25. –) író, szociológus, lapszerkesztő. Mátyus Ferenc pedagógus lánya.
1980-tól jelennek meg könyvei. A Magyar Művelődési Intézet és Képzőművészeti Lektorátus munkatársa, előbb falukutató, majd a Szín – Közösségi Művelődés című szakmai folyóirat alapító főszerkesztője (1996-). Tagja a Magyar Szociológiai Társaságnak, és a Magyar Írószövetségnek. Az Eötvös Collegium "Eötvös kollégisták voltak..." sorozatának sorozatszerkesztője (Bakos Istvánnal). A Pápai Művelődéstörténeti Társaság alelnöke. 2014-től a Szélesvíz. Pápa város folyóirata főszerkesztője.

## Megjelent könyvei
- Holnapon innen, tegnapon túl. Budapest: Szépirodalmi Könyvkiadó. 1980.  = Magyarország felfedezése sorozat,
- Maga-ura parasztok és uradalmi cselédek. Tausz Katalin. Budapest: Magvető Könyvkiadó. 1984.  = Gyorsuló idő sorozat,
- Pusztafalu. Budapest: Művelődéskutató Intézet. 1987.
- Faluregény. Budapest: Magvető Könyvkiadó. 1987.
- Anya meghalt. Budapest: Széphalom Könyvműhely. 1992.
- Képzelet - Válogatott írások. Pápa: (kiadó nélkül). 1999.
- Kígyószisz. Budapest: Orpheusz Kiadó; Zalaegerszeg: Pannon Tükör Könyvek. 2004.
- Kőmadár Zuglóban. Budapest: Orpheusz Kiadó. 2006.
- El se hagy. Budapest: Orpheusz Kiadó. 2009.
- Megkésett tavasz, el se jött tél. Budapest: Cédrus Művészeti Alapítvány–Napkút, 2013
- Mátyus Ferenc: Imakönyvbe írt levelek. Orosz hadifogolynapló, 1945–47; sajtó alá rend. Mátyus Alíz; Helikon, Budapest, 2014
- A Pápai Művelődéstörténeti Társaság Pápai Népfőiskolája. Társszerző: Baloghné Uracs Marianna. Pápai Művelődéstörténeti Társaság, Pápa, 2018
- Választások és vonzások. Budapest: Napkút Kiadó, 2022
- Apa élt. Mátyus Ferenc születésének 100. évfordulójára; Pápai Platán Nonprofit Kft., Pápa, 2022

## Díjai
- Erdei Ferenc-díj (1982)[3]
- Wlassics Gyula-díj (2002)[4]
- A Magyar Érdemrend lovagkeresztje (2015)
- Bessenyei György-díj (2023)[5]